# Паддл теніс
Паддл теніс (англ. paddle tennis; 2015 року перейменований на «поп теніс»)  — це гра, адаптована до тенісу, в яку грали більше століття. Порівняно з тенісом корт менший і не має парних доріжок, а сітка нижча. У паддл теніс грають твердою ракеткою, на відміну від струнної ракетки, і використовують розгерметизований тенісний м’яч.
Один і той же майданчик застосовують і для одиночного, і для парного розряду, причому парний це домінуюча форма гри. Менший розмір майданчика додає зміщує акцент гри до сітки, сприяючи швидкій грі, в якій потрібна неабияка швидкість реакції. Гра набирає популярності та поширення в Дубаї та Єгипті, де часто проводять місцеві ліги та турніри.

## Історія
Паддл теніс бере початок 1915 року, його розробником був єпископський міністр Френк Пір Біл у нижньому Манхеттені. Бажаючи створити розважальні заходи для сусідських дітей, 1915 року він залучив міські парки та відділ відпочинку до корту в парку Вашингтон-Сквер у Гринвіч-Вілледж. Перший турнір відбувся 1922 року, а наступного року була створена Асоціація паддл тенісу США (USPTA). До 1941 року паддл теніс проводили майже в 500 американських містах.
Незважаючи на те, що Френк Пір Біл відомий як винахідник гри, Мюррей Геллер, гравець в 1940-х і 50-х роках, сприяв створенню сучасної гри. Обраний головою Комітету з правил USPTA, він хотів зробити гру більш привабливою для дорослих та запровадив нові правила, а саме: розширений корт та занижену подачу.
Скотт Фрідман 19 разів вигравав чемпіонат світу з одиночного тенісного спорту з паддл тенісу 19 разів, чемпіонат світу з парного розряду серед чоловіків - 16 разів, а світовий змішаних пар - 14 разів. Він написав книгу під назвою «Паддл теніс і теніс: грати може кожен».

## Подібні види спорту
- Теніс на платформі - це подібний вид спорту, який був винайдений 1928 року в Скарсдейлі, штат Нью-Йорк, США Джеймсом Когсуеллом та Фессенденом Бланшардом. Основна відмінність від паддл тенісу полягає в тому, що тенісний корт на платформі на 6 футів коротший, огороджений тугим дротом, з якого можна грати в м’яч. У тенісі на платформі використовують твердий гумовий м’яч, і подача зверху дозволена. Теніс на платформі популярний на північному сході та середньому заході США, оскільки піднятий корт (платформа) може обігріватися для гри взимку.
- Падель (не плутати з «паддл тенісом» [5]) теж подібний. Падель зазвичай грають у парному розряді на закритому майданчику приблизно вдвічі меншому за тенісний корт. Популярний в Іспанії та Латинській Америці.
- Пікбол - це подібний вид спорту, винайдений 1965 ро куна острові Бейнбрідж, штат Вашингтон. Розміри майданчика та ракетки подібні, але використовують пластикову кульку.

## Правила

### Корт
Корти для паддл тенісу  побудовані з тих же матеріалів, що й тенісні корти, або також можуть бути розміщені на твердому пляжному піску. Корт вимірює 50 футів базової лінії до базової лінії та 20 футів впоперек, а лінія обслуговування розташована на відстані 3 футів від базової лінії. Це створює коробку розміром 10 x 22 дюйма. Сітка розміщена на 31 дюйм. На західному узбережжі обмежувальна лінія проведена 12 'назад паралельно сітці. Під час використання всі гравці повинні тримати обидві ноги за лінією утримання до того моменту, поки гравець, який отримує подачу, не вдарить по м'ячу. Усі правила подібні тенісним. Другу подачу в тенісному тенісі також слід принаймні один раз відбити в іншій стороні суперника.

## Резюме
- Гравці: 4. Гра у парному форматі.
- Подачі: Подавати потрібно обов’язково. Друга подача дозволена лише в разі, якщо м'яч від сітки потрапляє в рамки, як у тенісі.
- Оцінка: Метод підрахунку очок такий самий, як і в тенісі. Матчі найкращі з п’яти сетів.
- М'яч: тенісний м'яч зі зниженим тиском.
- Ракетка: суцільна, без струн. Може бути перфорованою.
- Корт: Існує два стилі кортів. Східне та західне узбережжя.
- Стіни: Стіни або огорожі відіграють ту саму роль, що і в тенісі, коли м'яч стикається з будь-якою точкою.